# Ilona Ziok
Ilona Ziok est une réalisatrice allemande de documentaires, également scénariste et productrice, née en 1968 à Gliwice (Pologne).

## Filmographie partielle

### Comme réalisatrice
- 1999 : Kurt Gerron's Karussell (Kurt Gerrons Karussell), documentaire qui évoque le film de Kurt Gerron sur le camp de concentration de Theresienstadt au travers notamment de témoignages d'internés survivants[1],[2].
- 2006 : The Sounds of Silents - Der Stummfilmpianist.
- 2009 : Der Junker und der Kommunist, documentaire retraçant la vie du comte Carl-Hans von Hardenberg.
- 2010 : Fritz Bauer: Tod auf Raten  (Fritz Bauer - Mort par acomptes), film documentaire sur la vie de Fritz Bauer, ainsi que sur sa mort suspecte.